# Charles William Digby Clifford
Pour les articles homonymes, voir Charles Clifford et Clifford.
Charles William Digby Clifford (14 octobre 1842-10 mai 1916,) est un homme politique canadien de la Colombie-Britannique. Il est député provincial indépendant de la circonscription britanno-colombienne de Cassiar de 1898 à 1903 et en tant que député conservateur de Skeena de 1903 à 1907.

## Biographie
Né à Carrick-on-Shannon dans le comté de Leitrim en Irlande, Clifford étudie à Londres. Il devient maître des postes pour la Compagnie de la Baie d'Hudson à Hazelton en 1885. Exerçant cette fonction jusqu'en 1887, il devient commis et occupe ensuite le même poste à Fort Simpson (maintenant dans les Territoires du Nord-Ouest) de 1891 à 1896. Ensuite, il gère un hôtel à Kitselas (en). En 1912, il entame un partenariat avec Nels Anderson et John Walker "Jack" Patterson pour la construction de l'Hôtel Nicholl.
Clifford meurt à Vancouver en mai 1916 à l'âge de 73 ans.